# Ержанов, Ергали
Ергали Ержанов (каз. Ерғали Ержанов; 1880 год, с. Шенгельши, Джурунский район, Актюбинская область — 10 октября 1950 год, с. Шенгельши, Джурунский район, Актюбинская область) — Старший чабан колхоза «Шингельши» Джурунского района Актюбинской области, Казахская ССР. Герой Социалистического Труда (1948).

## Биография
Ержанов Ергали родился в 1880 году в селе Шенгельши Джурунского района Актюбинской области в семье крестьянина-бедняка. 
В раннем детстве лишился отца, после чего с 10 лет начал работать чабаном у бая Кудайбергена. 
С 15 лет и до начала коллективизации трудился табунщиком, занимаясь выпасом лошадей.
С установлением Советской власти и проведением первой волны коллективизации вступил в колхоз села Шенгельши, где продолжил работать по своей основной специальности.
С 1943 года Ержанов Ергали работал старшим чабаном колхоза Шенгельши. 
В 1947 году от закреплённых за ним 600 курдючных овцематок было выращено 682 ягнёнка, при среднем весе к отбивке 45 килограммов, что стало выдающимся результатом по республике.
Скончался после продолжительной болезни 10 октября 1950 года. Похоронен на кладбище Түбек села Шенгельши, Джурунского района.

## Семья
Жена — Ержанова Балшым, 1888 года рождения, проживала у дочери Шуга, была персональной пенсионеркой.
Дети:
- Курманова Айнаш, 1928 г.р., проживает в совхозе Жана-Жол, Мугоджарского района.
- Аитова Кунсары, 1931 г.р., проживает в Борлинском совхозе, Мугоджарского района.
- Жармагамбетова Шуга, 1938 г.р., проживает в Джурунском совхозе, Мугоджарского района.

## Награды
Указом Президиума Верховного Совета СССР от 23 июля 1948 года «за получение высокой продуктивности животноводства в 1947 году» удостоен звания Героя Социалистического Труда с вручением ордена Ленина и золотой медали «Серп и Молот».